# Manuel Basilio Bustamante
Manuel Basilio Bustamante Piris (San Carlos, llavors Banda Oriental, avui Uruguai, 20 de juny de 1785 - Montevideo, 11 de novembre de 1863), va ser un polític uruguaià, President de la República entre 1855 i 1856.
Militar en la seva joventut, va viure diversos anys a Buenos Aires, on va arribar a ser Regidor a l'Ajuntament d'aquella ciutat. Va ser diputat des de 1830 per diversos períodes, representant els departaments de Colonia, Soriano i Maldonado. També va ser senador per aquest últim departament de 1841 a 1843 i per Paysandú de 1854 a 1860.
En exercici d'aquesta funció, i després del motí dels "Conservadors" i la renúncia de Venancio Flores, va quedar encarregat del Poder Executiu des del 10 de setembre de 1855 al 15 de febrer de 1856.